# Nel Duerinckx
Hélène Philomène Leonardine (Nel) Duerinckx, ook bekend als Nel Wouters, (Schaerbeek, 18 oktober 1886 - 11 augustus 1971) was de echtgenote en muze van de Belgische kunstschilder Rik Wouters. Over zijn leven schreef ze in 1944 het boek Het leven van Rik Wouters doorheen zijn werk. 
Na zijn overlijden heeft ze zich tot aan haar eigen dood ingezet het oeuvre van Wouters te beheren en zijn naamsbekendheid te vergroten.

## Levensloop
Duerinckx werd geboren in Schaerbeek op 18 oktober 1886 en groeide op in een eenvoudig milieu. Ze was de dochter van Joannes Josephus Duerinckx en Marie Victorine D'haese. Haar vader was postbode in Koekelberg.
Als kind speelde ze graag met jongens op straat en las ze veel. In haar memoires schreef ze dat ze als kind weinig liefde kreeg van haar ouders. Door haar familie werd ze 'Nelly' genoemd, naar haar tante die op jonge leeftijd was overleden aan pokken.
Op haar zestiende werd haar een baan aangeboden in een naaiatelier, maar ze weigerde deze nadat ze haar werkplek onder ogen had gekregen. Daarna vond ze werk bij een bedrijf in Brussel dat handelde in Amerikaanse schrijfmachines. Ze werd al na enkele dagen op staande voet ontslagen nadat haar baas haar betrapte op het uittypen van fantasieverhalen en gedichten van Alfred de Musset.

### Ontmoeting en huwelijk met Wouters
Ze werkte in deze periode als model voor diverse kunstenaars, waaronder Jacques de Lalaing en Ferdinand Schirren met wie ze kort een verhouding had. In 1902 leerde ze op zestienjarige leeftijd de kunstenaar en haar latere echtgenoot Rik Wouters kennen die op dat moment aan de academie in Brussel studeerde. Ze ontmoette hem in het Brusselse café La Rose du Midi. Ze omschreef Wouters als: "Ofschoon hij heel knap was, die knaap van amper twintig, maakte hij op mij toch vooral de indruk een dromer te zijn: een echte kunstenaar met zijn grote blauwe ogen en die blonde lokken die tegen zijn wangen krulden. Een echt schatje met die blozende kaken!" Samen met Wouters bezocht ze musea en theatervoorstellingen en ze trok al snel bij hem in. Op 15 april 1905 trouwde het stel in Watermaal. 
Enkele weken na hun huwelijk moest het koppel wegens geldgebrek intrekken bij de vader van Wouters in Mechelen. Een deel van de inboedel die ze na hun huwelijk hadden gekregen, bleef in het appartement achter om de schulden te vereffenen. De vader van Wouters verwachtte in zijn huishouden een duidelijke taakverdeling en er was weinig vrijheid voor het pasgetrouwde koppel. Duerinckx werd geacht het huishouden op haar te nemen, iets dat ze met weinig enthousiasme deed. De vader en de nog thuiswonende broers van Wouters behandelden haar als een dienstmeisje. Naast haar huishoudelijke taken, poseerde ze ook voor Wouters in zijn provisorische atelier.
In 1906 raakte ze in conflict met haar schoonvader. Over deze ruzie schreef ze aan een vriendin: "Nog liever alle miserie dan me op mijn kop te laten zitten door die smerige bourgeois van een vader. Ik zal hem eens laten zien dat een stuk schildersmodel uit de goot de carrière van een kunstenaar kan begrijpen." Datzelfde jaar verhuisden ze terug naar Brussel. Nadat Wouters wat geld had verdiend bij een porseleinfabriek, verhuisden ze naar Sint-Joost-ten-Noode. In deze periode werkte ze opnieuw af en toe als model.

### Verhuizing naar Bosvoorde

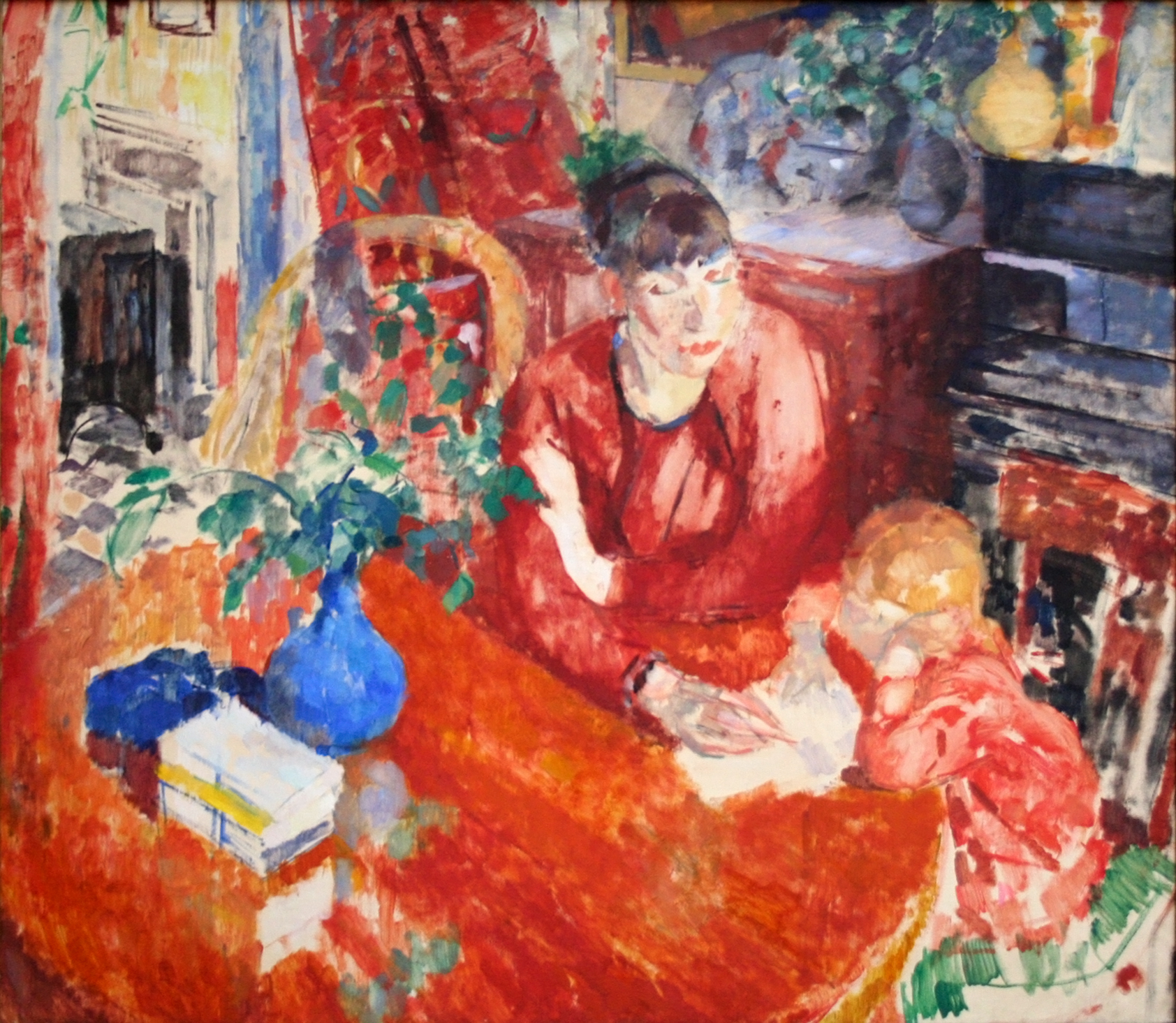
De opvoeding (1912)

Daarna vertrokken ze in 1907 samen naar Bosvoorde vlak bij het Zoniënwoud, mede vanwege de zwakke gezondheid van Duerinckx die in deze periode leed aan tuberculose. In Bosvoorde woonden ze aan de Dennenbosstraat 58. De buurt waar ze woonden was kinderrijk en Duerinckx, die de kinderen 'bosuilen' noemde, beschreef hoe zij nieuwsgierig bij hen naar binnen keken om te zien hoe Wouters aan het werk was.

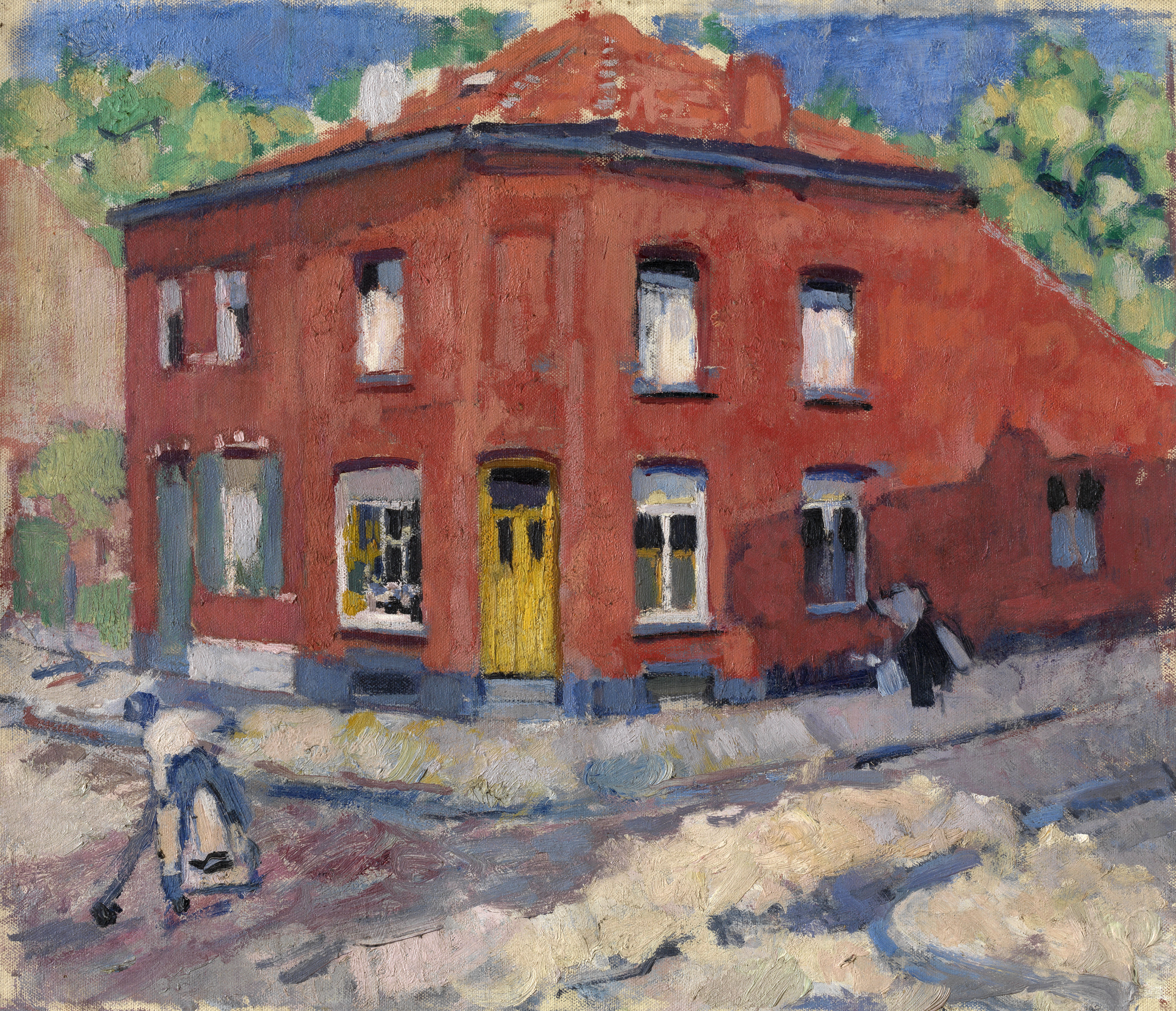
Het rode huis, late sneeuw (1907-1908) Dit huis staat op de hoek van de Dennenbosstraat en Roodborstjestraat in Bosvoorde, vlakbij waar het echtpaar Wouters-Duerinckx woonde.

Wouters en Duerinckx waren bevriend met vele kunstenaars, waaronder Edgard Tytgat, Auguste Oleffe en Fernand Verhaegen en zijn vrouw Aline. Laatstgenoemde beeldde Wouters en Duerinckx samen af in zijn werk Rik Wouters en zijn model uit 1910.
De gezonde bosomgeving deed zowel Duerinckx als Wouters goed en Wouters was in deze periode zeer productief. Geïnspireerd door het licht en zijn omgeving maakte hij vele werken. In 1909 stond Duerinckx model voor het werk Het zotte geweld dat was geïnspireerd op de danseres Isadora Duncan. De pose voor het werk ontstond toevallig. Nadat ze lang had geposeerd voor Wouters, gooide ze haar armen in de lucht van vreugde. Zelf omschreef ze de pose als "de opstandige schreeuw van een model tegen vermoeidheid".
In deze periode werd ze tevens vereeuwigd in onder meer de werken Vrouw in het zwart een krant lezend (1912), De opvoeding (1912), De strijkster (1912), Herfst (1913) en Lezende vrouw (1913). Het werk Huiselijke zorgen zag ze als het ultieme beeld van haar als kunstenaarsvrouw en model. Opsmuk was voor haar niet noodzakelijk, de eenvoud van een schort en simpele rok was voldoende.
Duerinckx was zelf niet artistiek onderlegd, maar steunde haar echtgenoot in zijn werk. Het koppel leefde in armoede en was afhankelijk van een staatstoelage. Daarnaast verdiende Wouters af en toe geld met de verkoop van zijn werken. Uit armoede stal Duerinckx een keer een aantal aardappelen nadat ze dagen op brood hadden geleefd. In 1908 schreef ze in een brief aan een vriendin: "Onze vrienden zijn zo arm als wij. Iedereen brengt iets mee: een half pakje koffie of suiker, wat thee."
Enkele jaren later leek het tij te keren. Dankzij prijzengeld dat Wouters had gewonnen, konden ze een stukje grond kopen aan het Citadelplein in Bosvoorde. Wouters had het ontwerp voor het huis zelf getekend. In maart 1914 verhuisde het koppel naar hun nieuwe onderkomen, maar woonde hier slechts enkele maanden.

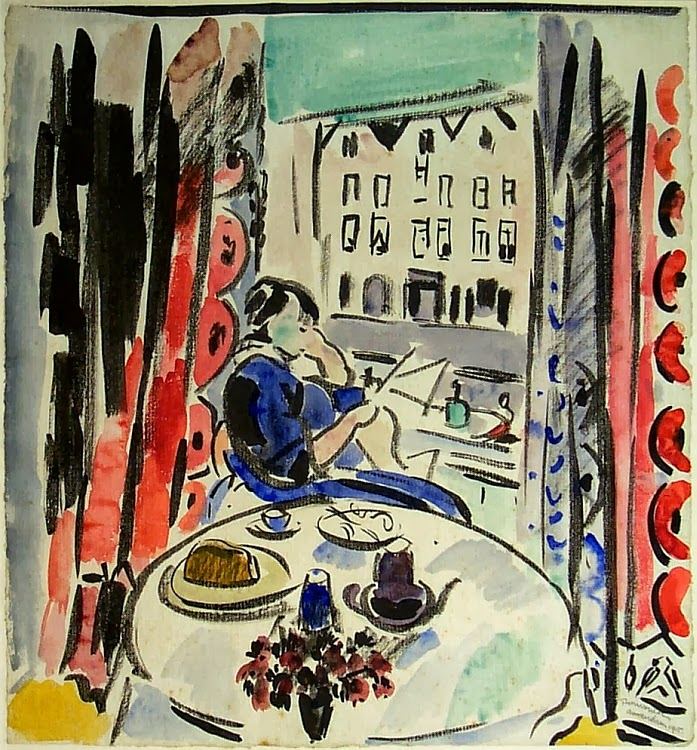
Schets Nel aan het venster (1915)

### Vertrek naar Nederland

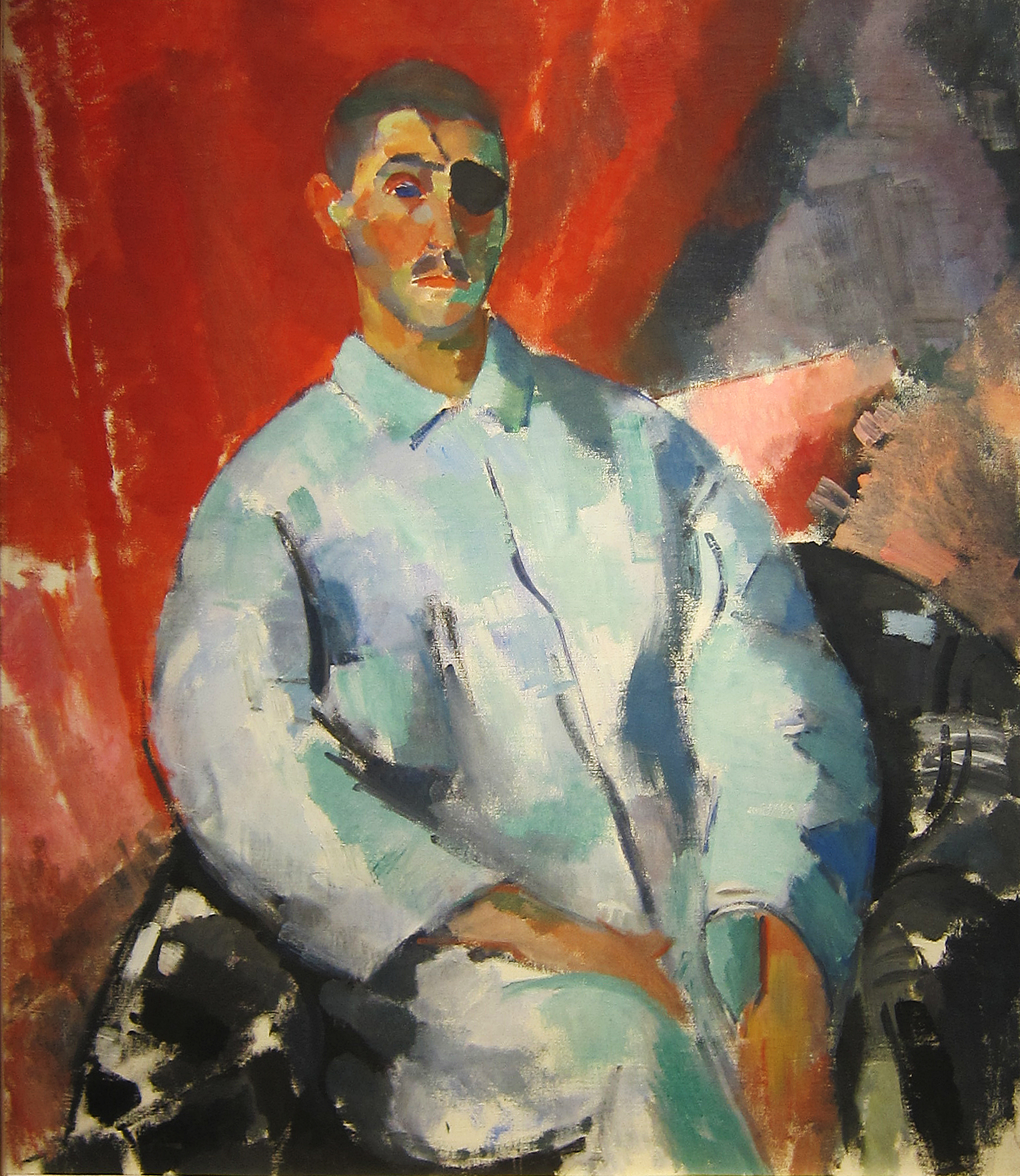
Zelfportret met de zwarte ooglap (1915)

Nadat Wouters op 31 juli 1914 werd gemobiliseerd naar aanleiding van de Eerste Wereldoorlog, vertrok Duerinckx naar Antwerpen en trok daar in bij Ary Delen. Samen met zijn vrouw en dochters vluchtte ze vervolgens naar het neutraal gebleven Nederland. Wouters werd krijgsgevangen genomen en belandde in Kamp Amersfoort en later in het Kamp van Zeist.   
Nadat werd vastgesteld dat hij leed aan kaakbeenkanker werd hij vrijgesteld van dienst en vertrok het stel naar Amsterdam. Met behulp van kunstkenner Nicolaas Beets (1878-1965) vonden zij een woning aan de Derde Kostverlorenkade 37. In de tussentijd verbleven zij bij het gezin Beets in de Lairessestraat 6b. Van vrienden, waaronder Beets, de beeldhouwster Thérèse van Hall en Marie van Regteren Altena, kregen zij meubelen en huisraad om de woning in te richten.
Ondanks zijn slechte gezondheid, bleef Wouters actief met schilderen en tekenen. In Amsterdam maakte hij onder meer de werken Namiddag in Amsterdam (1915) en Vrouw aan het venster (c.a. 1915) waarvoor Duerinckx model stond.  
Wouters onderging meerdere operaties. Hierover schreef Duerinckx: "Mijn arme Rik zag er zo vreselijk uit: zijn mooie blonde krullen, snor en wenkbrauwen waren weggeschoren, een vuurrood litteken liep van zijn slaap onder het oog en langs de neus, tot in het midden van de gezwollen bovenlip. In zijn hals was er nog een enorme snee met wondhechtingen. De wangen waren ingevallen en het oog weggezakt doordat zijn bovenste kaaksbeen weggesneden werd. Ook de helft van zijn gehemelte hadden ze weggenomen en volgepropt met gaas." Na zijn operatie droeg hij een zwarte ooglap. Na meerdere röntgen- en radiumbestralingen werd Wouters nagenoeg blind. Hierna verklaarde hij dat het beter was voor hem om te sterven, omdat hij niet kon leven als hij niet kon schilderen.
In een afscheidsbrief aan haar schreef hij: "Ik sterf dan met heerlijke herinneringen aan jou. Je Rik die je altijd heeft aanbeden." Wouters overleed in Amsterdam op 11 juli 1916.  

### Na het overlijden van Wouters
Na de dood van Wouters raakte ze in een jarenlange juridische strijd verwikkeld met galeriehouder Georges Giroux over de werken van Wouters. Wouters had een contract met Giroux waarin stond dat hij in ruil voor financiële en materiële ondersteuning een monopolie kreeg op de verkoop van zijn werken en de helft van de opbrengst zou ontvangen. Duerinckx was van mening dat nu Wouters overleden was, het contract ontbonden moest worden. Uiteindelijk tekende ze in 1917 een nieuw contract en kreeg Giroux de helft van de opbrengst van werken die nog onder het originele contract vielen. In maart 1919 keerde Duerinckx terug naar België. In 1923, na de dood van Giroux, ontdekte Duerinckx dat contracten die opgesteld waren tijdens de oorlog niet bindend waren.
Duerinckx was inmiddels hertrouwd, maar had geen gelukkig huwelijk. De man met wie ze samen was, had geprobeerd haar krankzinnig te laten verklaren. Uiteindelijk lukte het haar uit de relatie te ontsnappen. Hierna trouwde ze opnieuw en samen met haar derde echtgenoot adopteerde ze een zoon. Duerinckx overleed op 11 augustus 1971.

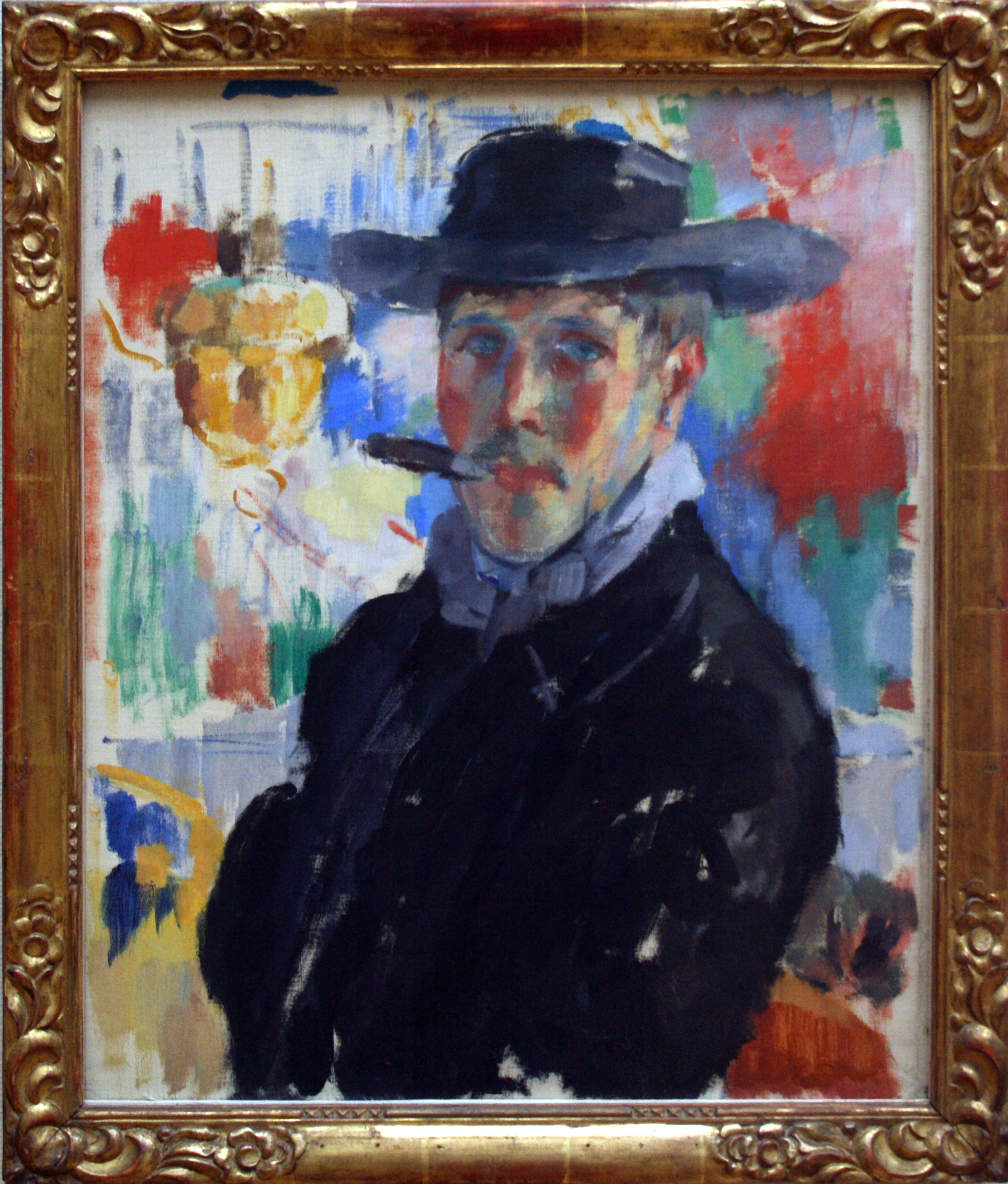
Zelfportret met sigaar. Dit werk werd verkocht aan het KMSKA door Duerinckx in 1927.

## Nalatenschap
Duerinckx bleef zich tot haar eigen dood in 1971 bezig houden met het oeuvre van Wouters. In 1944 werden haar memoires Het leven van Rik Wouters doorheen zijn werk (oorspronkelijke titel: La vie de Rik Wouters à travers son oeuvre) gepubliceerd. Deze werden uitgebracht onder de naam 'Nel Wouters'. Haar eigen roman getiteld Le Roman de la Vierge folle ("De roman van de dwaze maagd") werd nooit gepubliceerd.
Tussen 1927 en 1956 werden in totaal 31 werken (twee bronzen, vier schilderijen, zeven aquarellen en achttien tekeningen) door Duerinckx verkocht aan het Koninklijk Museum voor Schone Kunsten in Antwerpen (KMSKA). Daarnaast schonk ze het museum ook een aquareldoos en twee werken.
In 1967 richtte ze de Stichting Rik & Nel Wouters op. Deze stichting heeft als doel geld op te halen om kankeronderzoek te financieren.

## Galerij

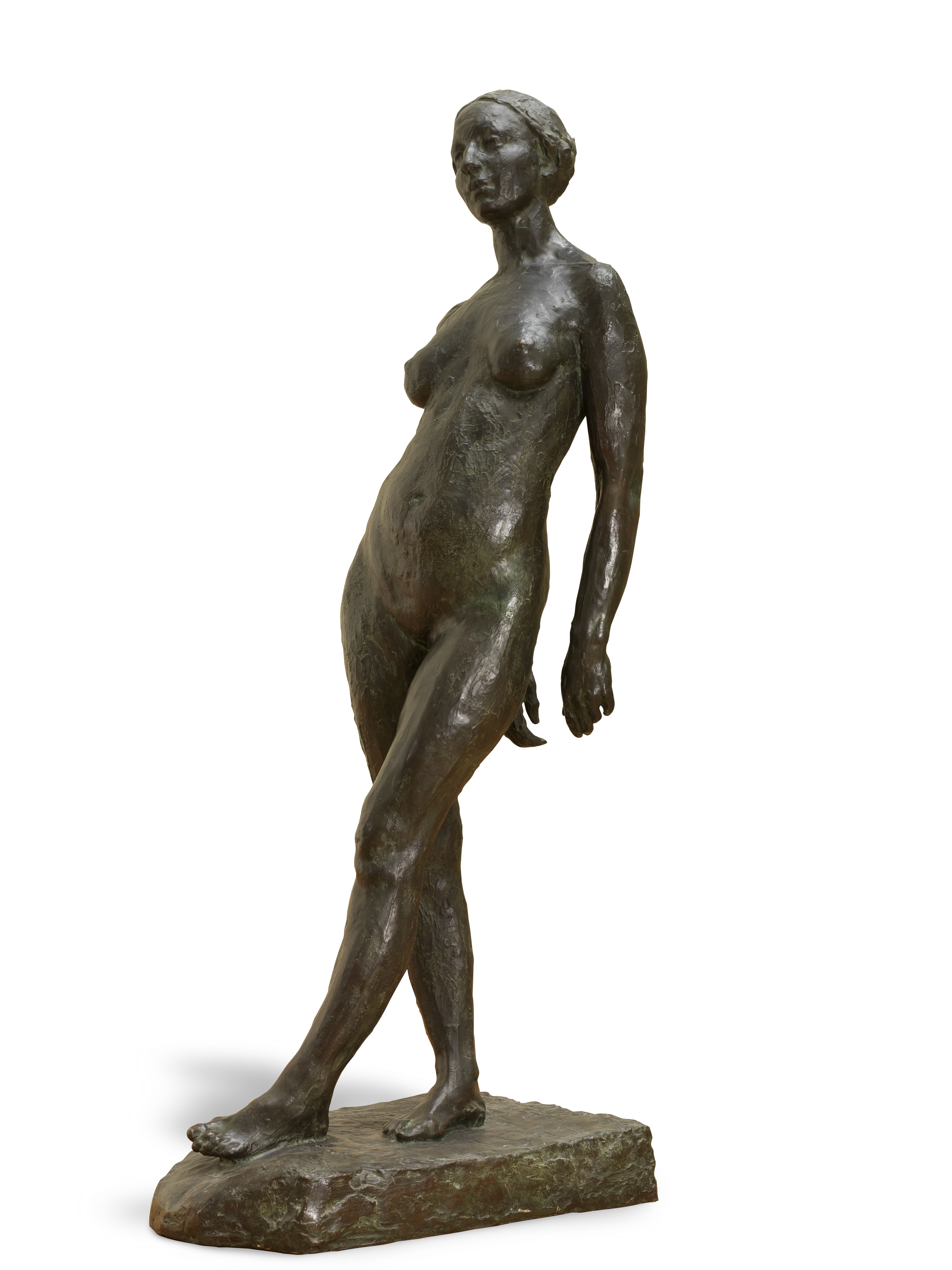
Dromerij (1907)
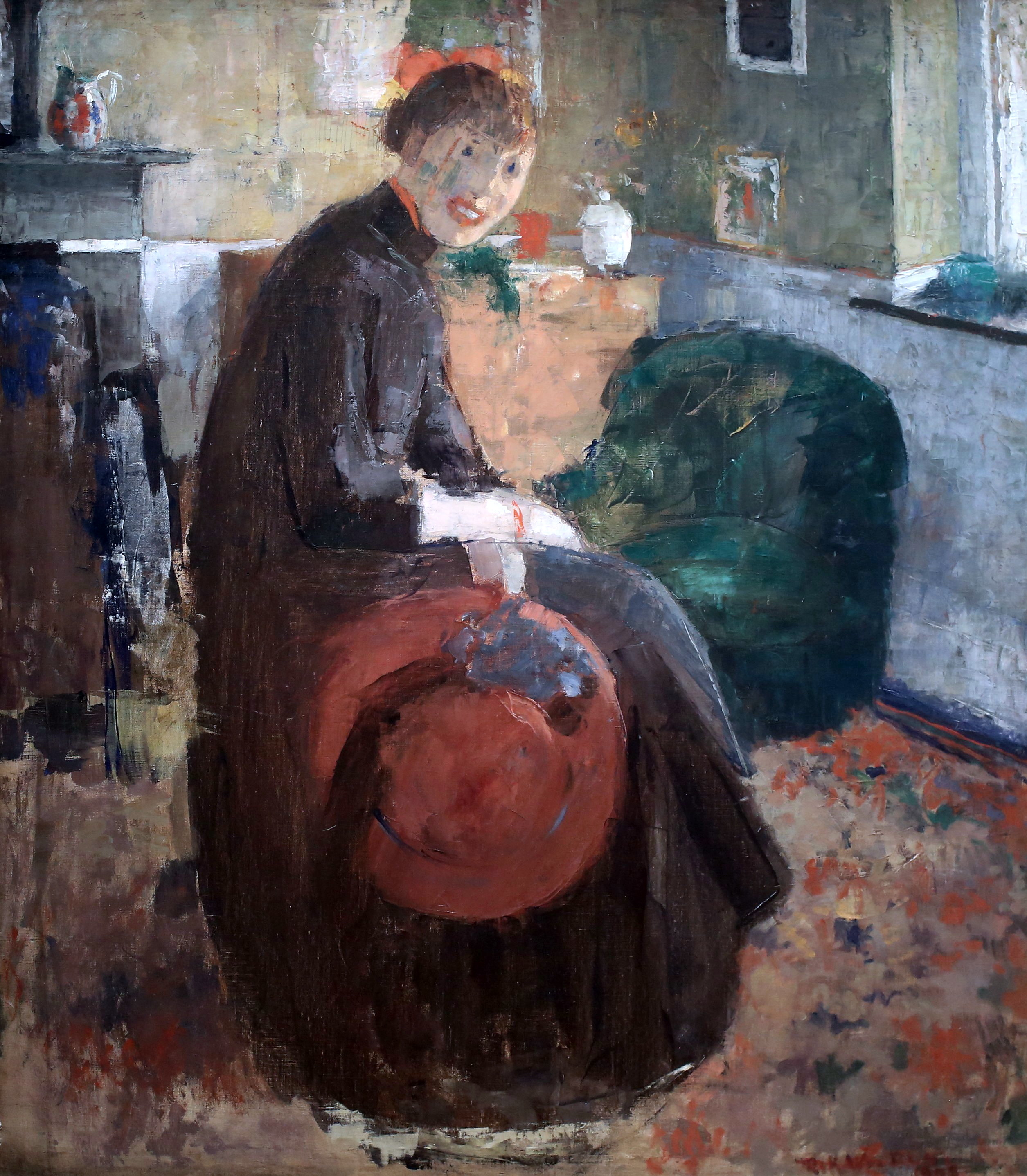
Nel met de rode hoed (1909)
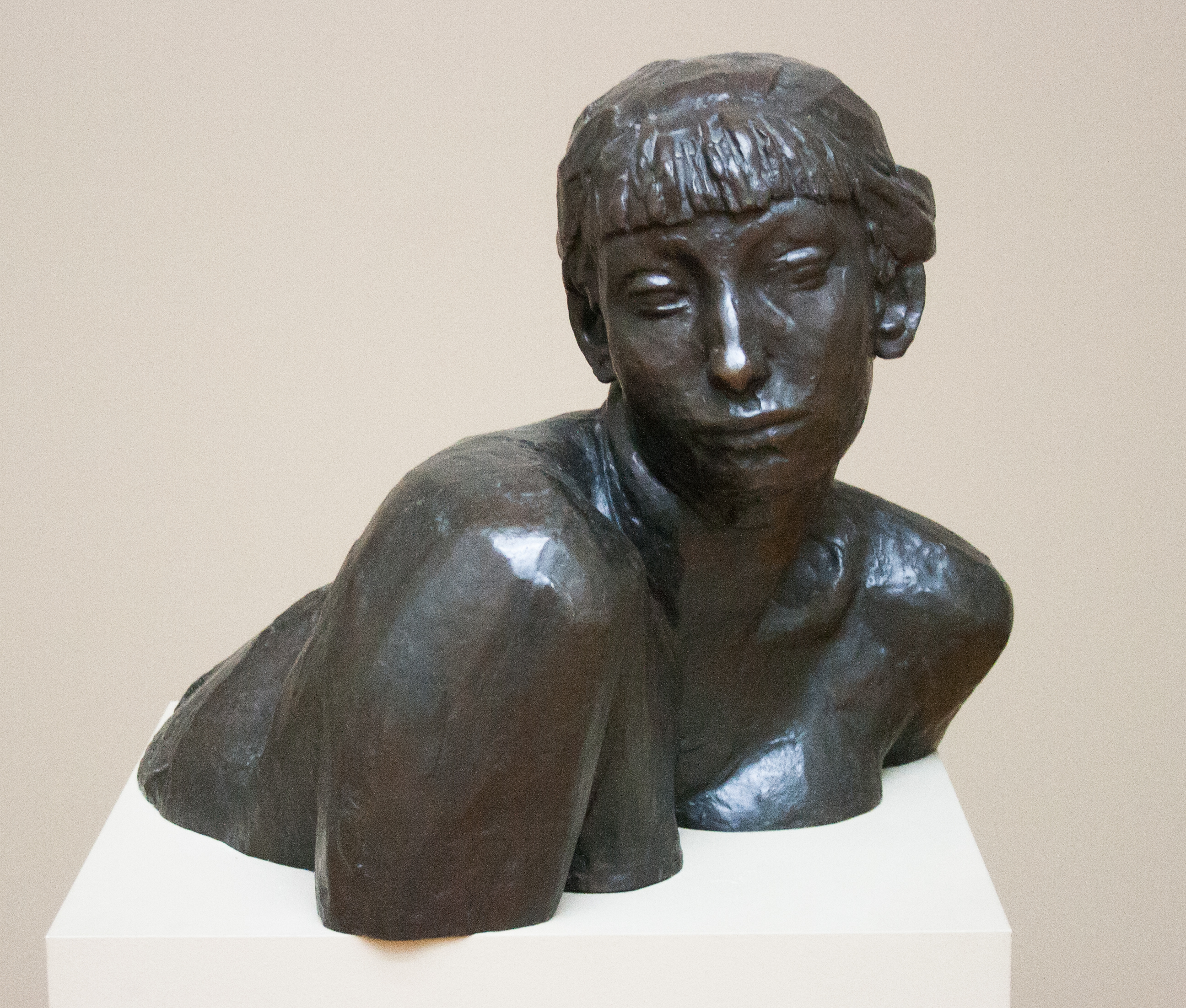
Aanschouwing (1911)
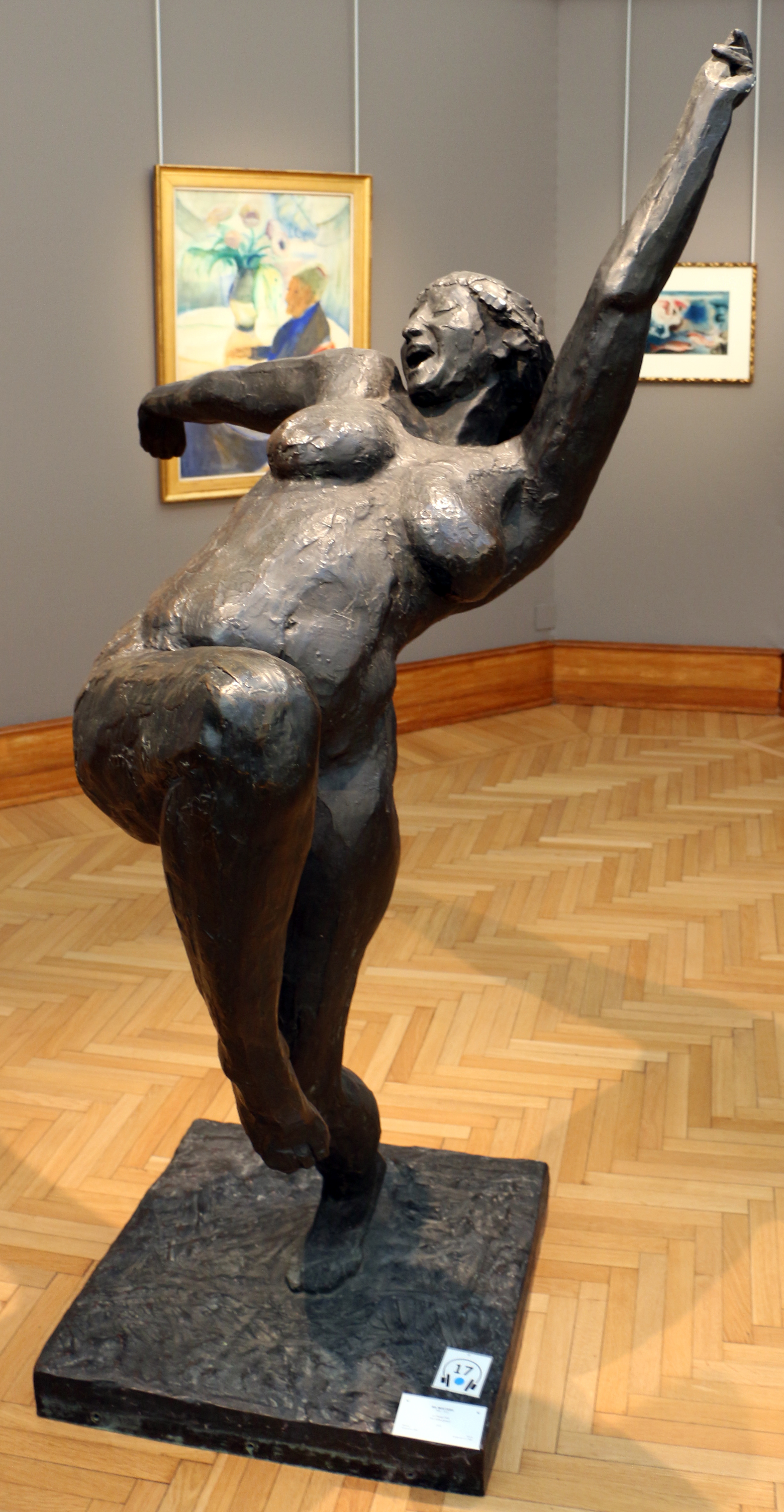
Het zotte geweld (1912)
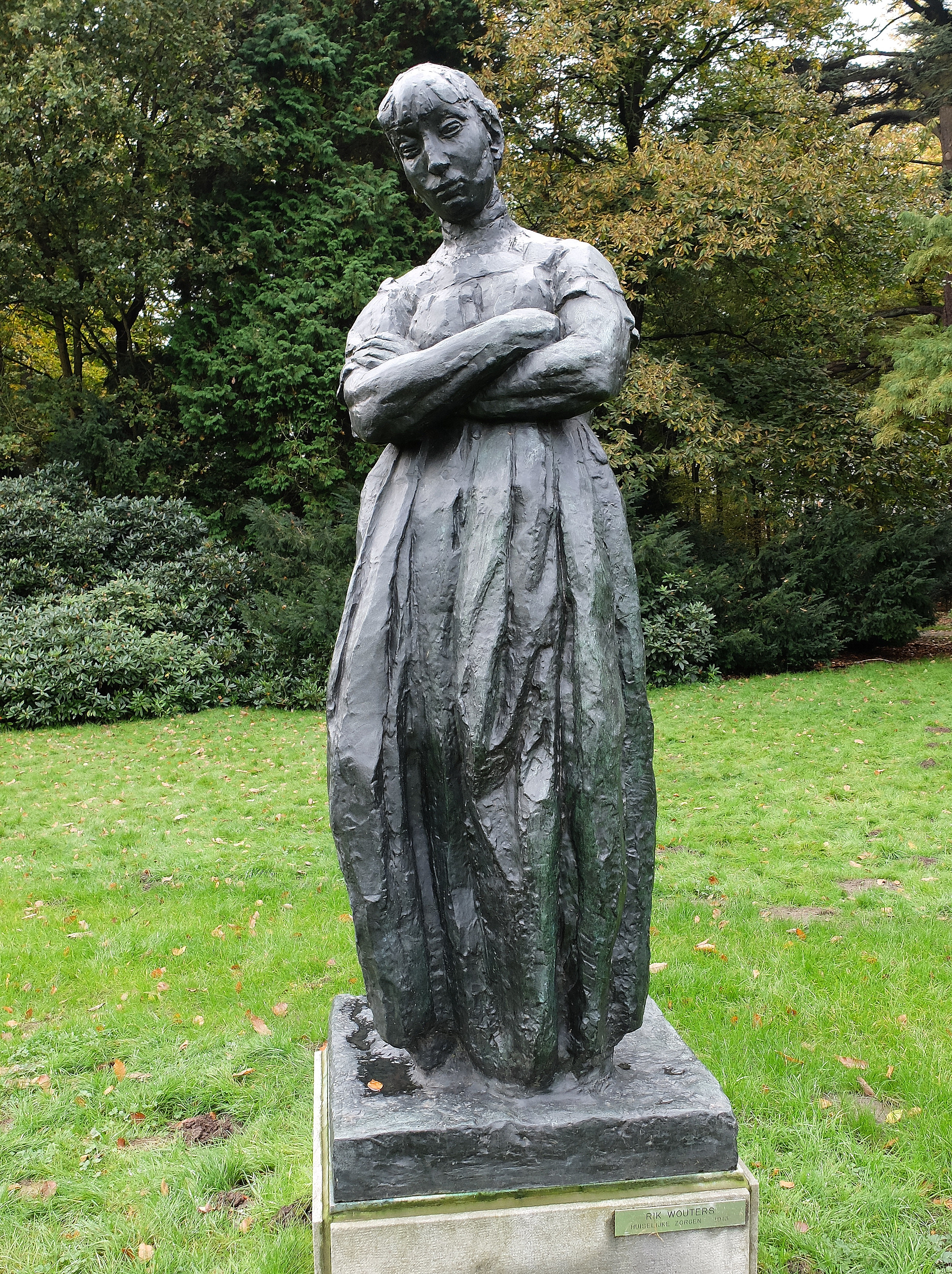
Huiselijke zorgen (1913)
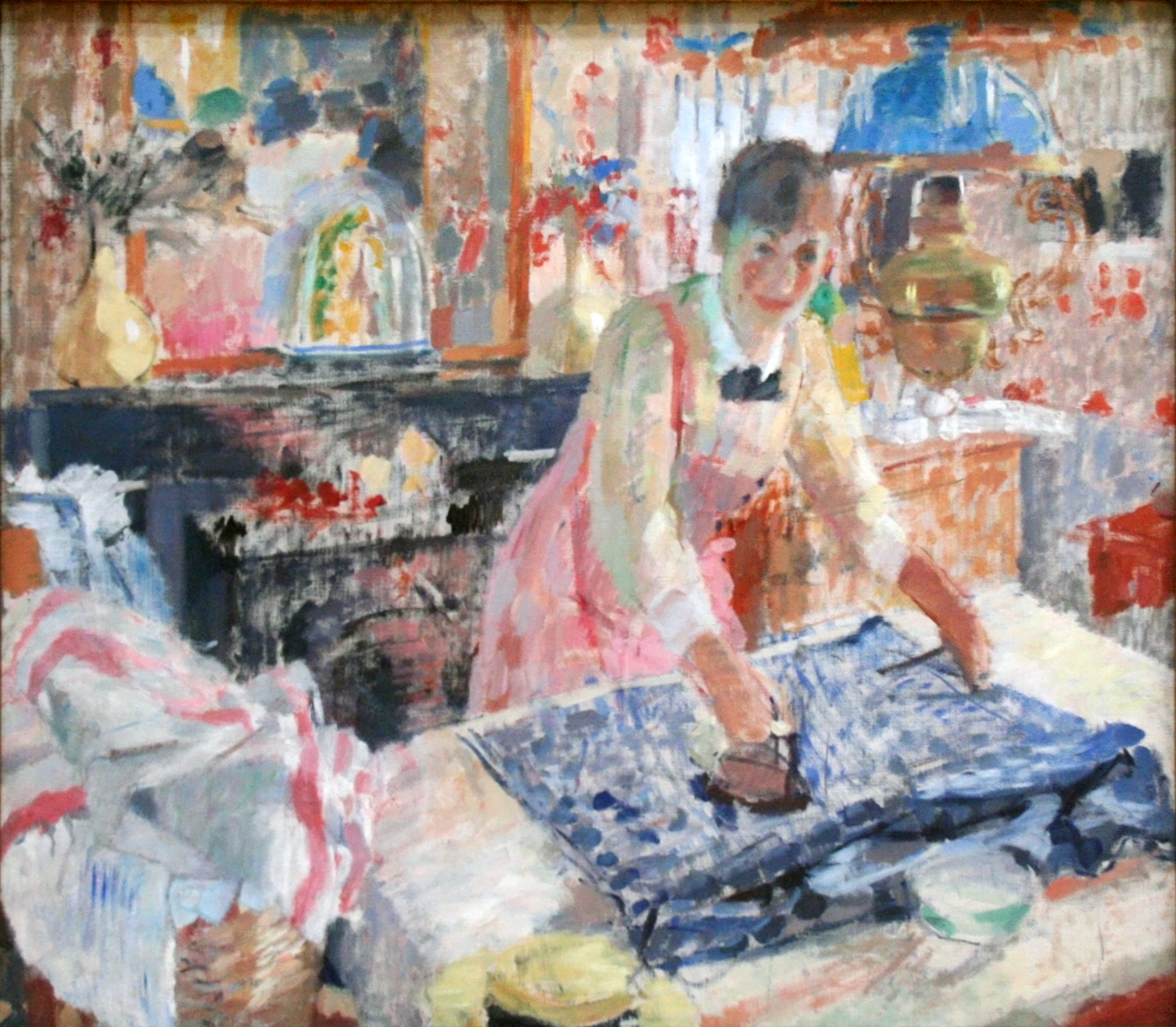
De strijkster (1912)
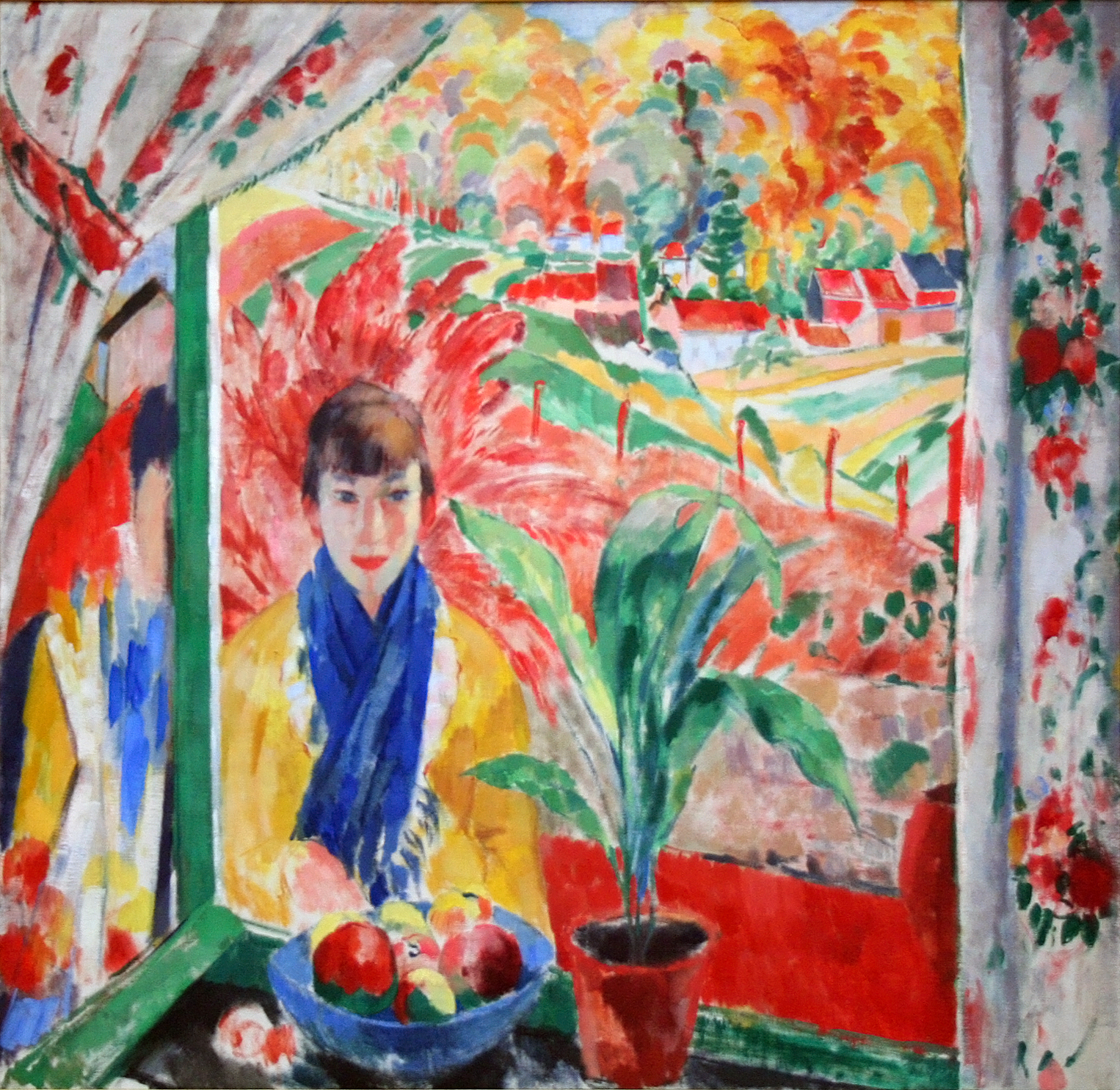
Herfst (1913)
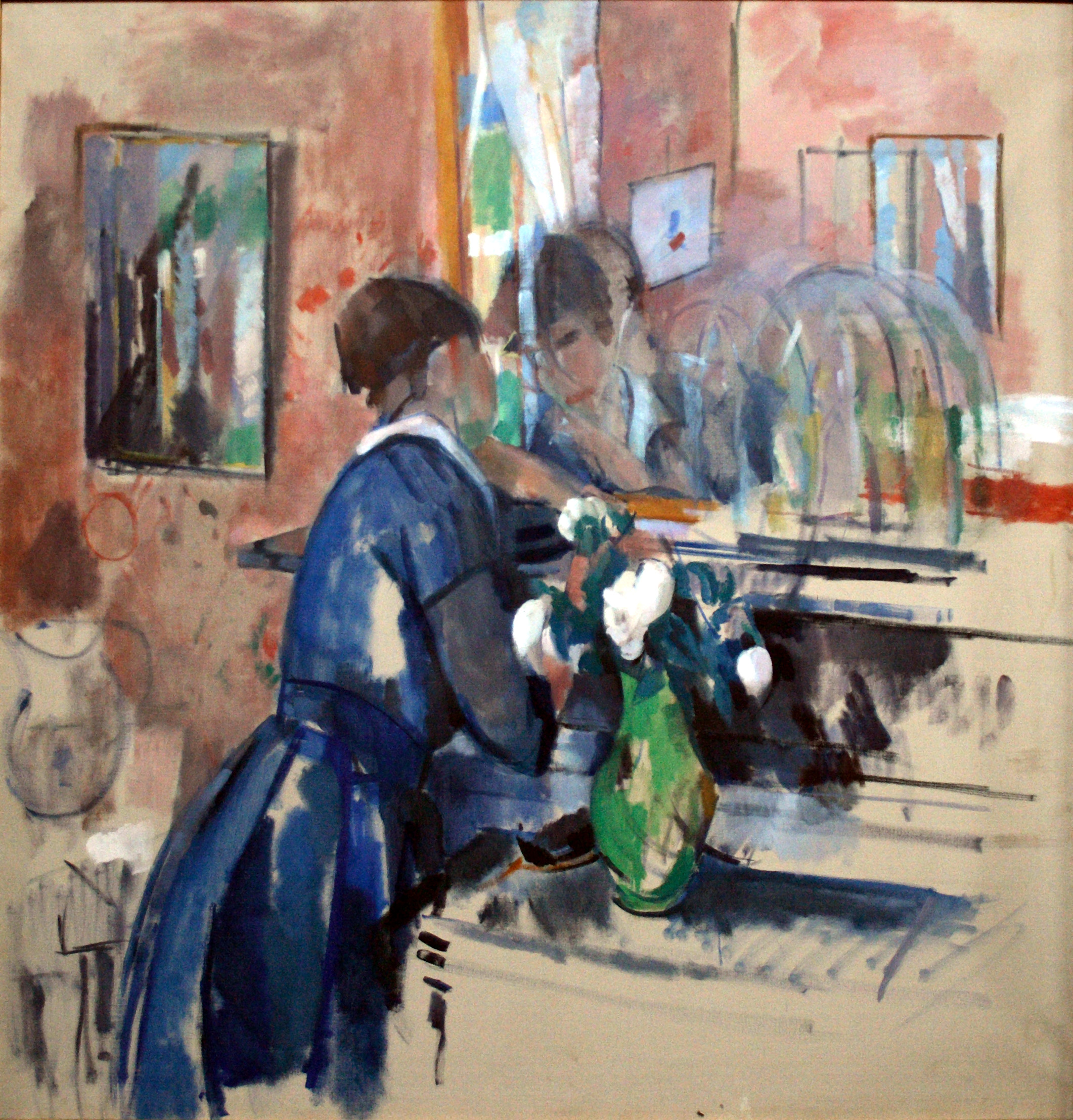
Vrouw in het blauw voor een spiegel (1914)
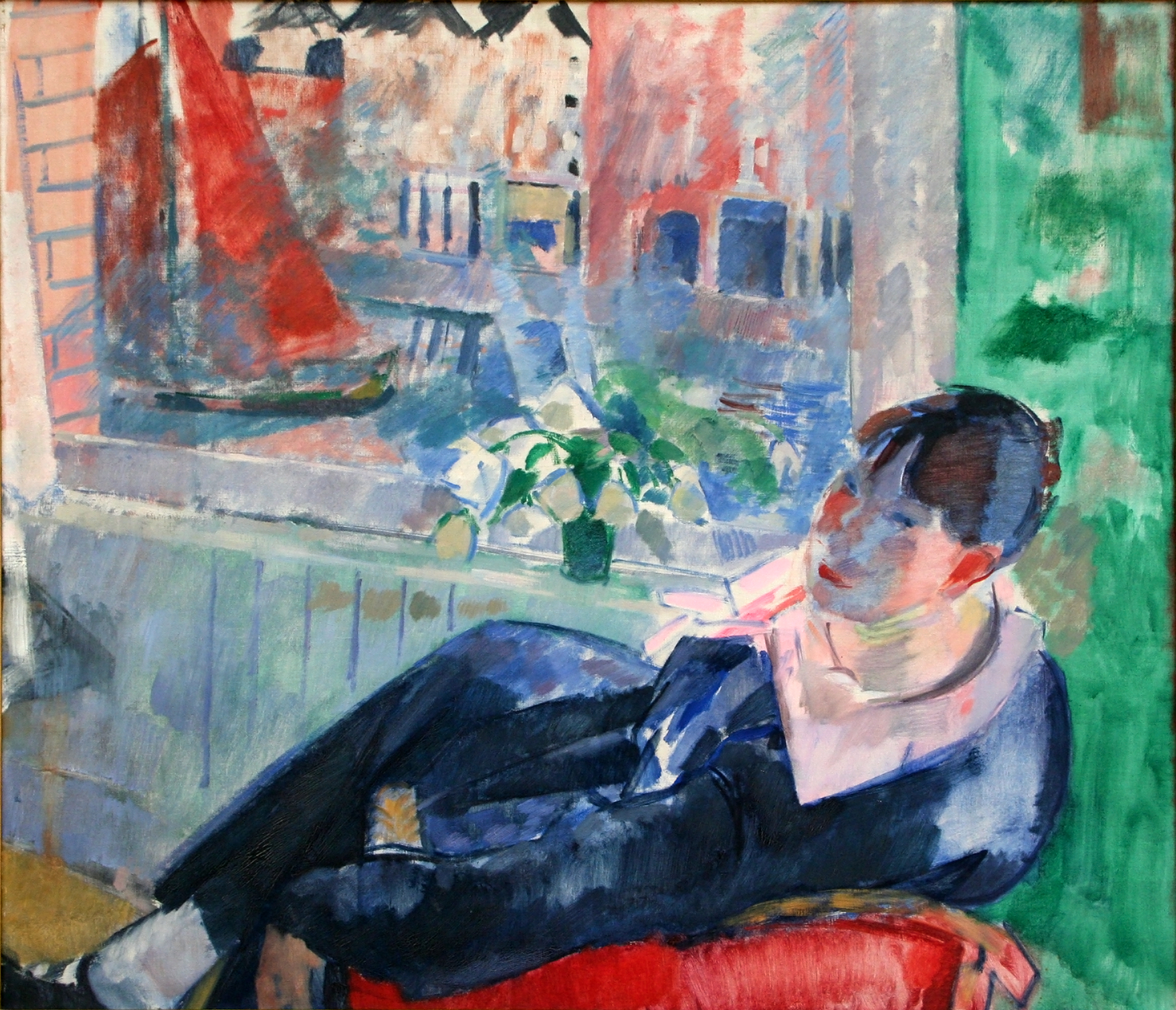
Namiddag in Amsterdam (1915)
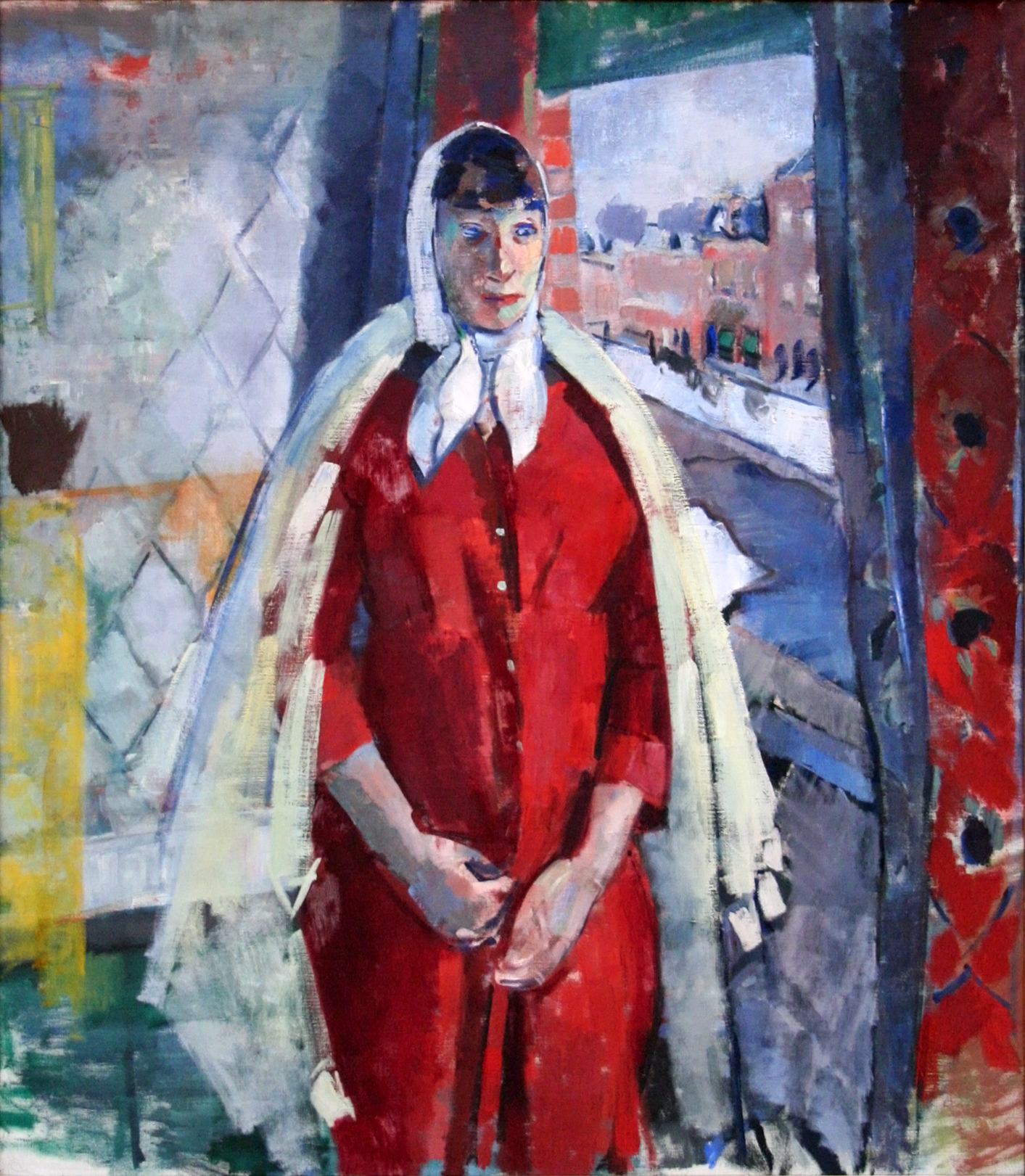
Vrouw aan het venster (c.a. 1915)